# 河內松原站
河內松原站（日语：／ Kawachi Kokubu eki */?）是位於大阪府松原市上田三丁目，屬於近畿日本鐵道（近鐵）的南大阪線車站。車站編號為「F10」。本站是松原市的代表車站。

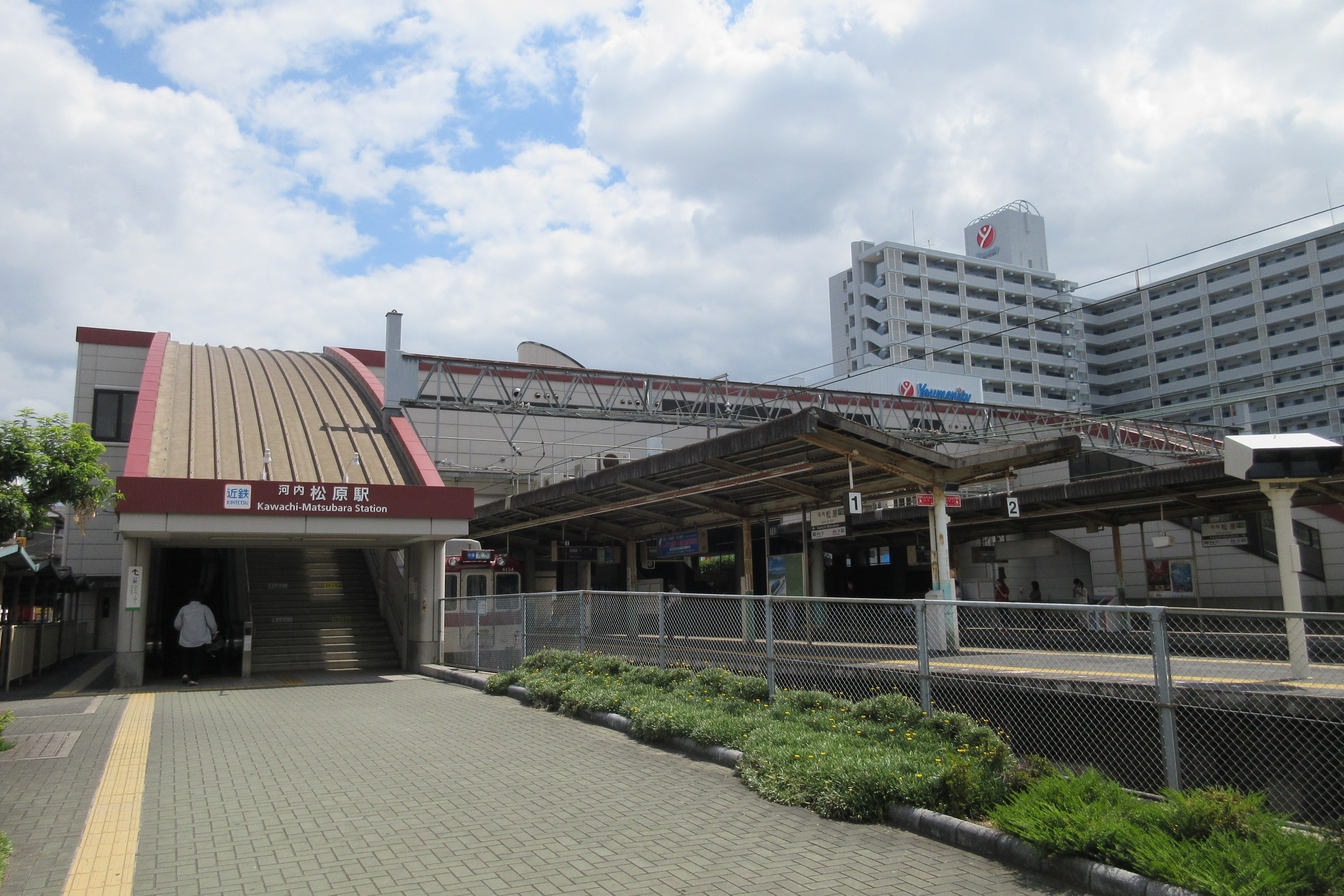
車站入口(2017年9月)

## 歷史
- 1922年（大正11年）4月18日 - 大阪鐵道（日语：大阪鉄道 (2代目)）道明寺至布忍之間開通，此站啟用[1][2]。
- 1943年（昭和18年）2月1日 - 關西急行鐵道與大阪鐵道合併[3]。成為關西急行鐵道天王寺線車站。
- 1944年（昭和19年）6月1日 - 關西急行鐵道與南海鐵道（為南海電氣鐵道的前身）合併，成為近畿日本鐵道的車站[3]。
- 1993年（平成5年）7月24日 - 跨站式站房啟用。
  - 在跨站式站房啟用前，南北兩方均設有車站大樓，月台西邊設有站內平交道。
- 1994年（平成6年）3月15日 - 月台延長1卡，使月台可容納8卡車廂[4]。
- 2007年（平成19年）4月1日 - [車站可以使用PiTaPa[5]。
- 2009年（平成21年）3月20日 - 隨著大阪阿部野橋站進行工程，距離此站的營業距離縮短0.1公里（10.1公里→10.0公里）。使此站至大阪阿部野橋之間的車費由290日圓減至250日圓。
- 2020年（令和2年）2月13日 - 更新進站、發車車站廣播。

## 車站構造
本站是地面車站，設有2面4線的島式月台。站内設有待避設備和緊急時使用的渡線。此站設有跨站式站房和1處檢閘口，月台可容納8卡車廂。

### 月台
| 月台 | 路線     | 上下行 | 方向                           |
| ---- | -------- | ------ | ------------------------------ |
| 1、2 | 南大阪線 | 下行   | 古市、河內長野、橿原神宮前方向 |
| 3、4 | 南大阪線 | 上行   | 大阪阿部野橋方向               |

內側2線（2和3號月台）為主本線，外側2線（1和4號月台）為待避線。

## 特徴

### 設備、營業上
- 車站由藤井寺站管理的有人車站。
- 車站設有可使用PiTaPa、ICOCA的自動閘機（日语：自動改札機）和自動補票機（日语：自動精算機）（可支援回數（日语：回数乗車券）卡及IC卡，以及IC卡增值功能）。
- 於車站櫃臺可購買定期票和特急票[7]。

### 停站列車
- 準急以下的所有一般列車均停靠此站[8]。
- 此站是大阪阿部野橋站起首個緩急接續站。整日幾乎所有普通列車可於此站轉乘準急列車[8]。

## 利用狀況
在2018年11月13日當天的上下車人次為29,976人。
以下為近年1日上下車、乘車人次列表：
| 年次               | 特定日子 | 特定日子   | 特定日子 | 1日平均 乘車人次 | 參考資料 |
| 年次               | 調査日子 | 上下車人次 | 乗車人員 | 1日平均 乘車人次 | 參考資料 |
| ------------------ | -------- | ---------- | -------- | ---------------- | -------- |
| 1990年（平成02年） | 11月06日 | 36,256     | 18,304   | 19,619           | [ 11 ]   |
| 1991年（平成03年） | -        | -          | -        | 19,924           |          |
| 1992年（平成04年） | 11月10日 | 35,776     | 17,936   | 19,554           | [ 12 ]   |
| 1993年（平成05年） | -        | -          | -        | 20,180           |          |
| 1994年（平成06年） | -        | -          | -        | 20,242           |          |
| 1995年（平成07年） | 12月05日 | 36,214     | 18,278   | 20,271           | [ 13 ]   |
| 1996年（平成08年） | -        | -          | -        | 19,938           |          |
| 1997年（平成09年） | -        | -          | -        | 19,363           |          |
| 1998年（平成10年） | 11月10日 | 33,702     | 16,865   | 18,682           | [ 14 ]   |
| 1999年（平成11年） | -        | -          | -        | 17,757           |          |
| 2000年（平成12年） | 11月07日 | 32,134     | 16,042   | 17,223           | [ 15 ]   |
| 2001年（平成13年） | -        | -          | -        | 17,110           |          |
| 2002年（平成14年） | -        | -          | -        | 16,660           |          |
| 2003年（平成15年） | 11月11日 | 29,970     | 14,876   | 16,358           | [ 16 ]   |
| 2004年（平成16年） | -        | -          | -        | 15,947           |          |
| 2005年（平成17年） | 11月08日 | 29,449     | 14,670   | 15,854           | [ 17 ]   |
| 2006年（平成18年） | -        | -          | -        | 15,718           |          |
| 2007年（平成19年） | -        | -          | -        | 15,649           |          |
| 2008年（平成20年） | 11月18日 | 29,033     | 14,546   | 15,643           | [ 18 ]   |
| 2009年（平成21年） | -        | -          | -        | 15,819           |          |
| 2010年（平成22年） | 11月09日 | 28,890     | 14,433   | 15,869           | [ 19 ]   |
| 2011年（平成23年） | -        | -          | -        | 15,975           |          |
| 2012年（平成24年） | 11月13日 | 29,186     | 14,576   | 15,989           | [ 20 ]   |
| 2013年（平成25年） | -        | -          | -        | 16,429           |          |
| 2014年（平成26年） | -        | -          | -        | 16,215           |          |
| 2015年（平成27年） | 11月10日 | 29,540     | 14,687   | 16,448           | [ 21 ]   |
| 2016年（平成28年） | -        | -          | -        | 16,406           |          |
| 2017年（平成29年） | -        | -          | -        | 16,625           |          |
| 2018年（平成30年） | 11月13日 | 29,976     | 14,995   | 16,491           | [ 22 ]   |
| 2019年（令和元年） | -        | -          | -        | 16,438           |          |

## 車站周邊
- 近商商店（日语：近商ストア）（夢Nity松原）、總部
  - 松原站前郵局
  - 三菱日聯銀行松原分店（舊長野銀行→更池銀行→三和銀行→UFJ銀行）
- 柴籬神社（日语：柴籬神社）
- 大塚山古墳（日语：河内大塚山古墳）
- 大阪府立生野高等學校（日语：大阪府立生野高等学校）
- 大阪府立大塚高等學校（日语：大阪府立大塚高等学校）
- 松原市立松原中學（日语：松原市立松原中学校）
- 松原市立松原小學（日语：松原市立松原小学校）
- 近鐵巴士松原營業所（日语：近鉄バス松原営業所）
- 泉屋（日语：イズミヤ）松原店

以下設施位於此站與高見之里站之間
- 松原市政廳
- 松原警署（日语：松原警察署）
- 松原市消防本部（日语：松原市消防本部）
- 松原市文化會館（日语：松原市文化会館）
- 松原圖書館
- 松原市民體育館
- 松原郵局（日语：松原郵便局）
- 松原中央病院（德洲會（日语：徳洲会）集團）

## 巴士路線
以下路線於南出口迴旋路出發
近鐵巴士
- 1號乘車處
  - 46番　前往杜鵑野東（日语：さつき野 (堺市)）（經新堂町、國道黑山、美原區公所前）
- 2號乘車處
  - 01番　前往岡（經新堂住宅、岡北出口）　
  - 04番　岡、西大塚循環（經岡北口→岡→立部住宅前→西大塚中→河內松原站前）
- 3號乘車處
  - 12番　前往余部（經岡町、岡、下黑山、美原區公所東口、平尾道）　
  - 13番　前往余部（經岡北口、岡、下黑山、美原區公所東口、平尾道）　
  - 10番　前往下黑山（經岡北口、岡）　
  - 14番　前往平尾道（經岡北口、岡、下黑山、美原區公所東口）
- 4號乘車處
  - 74番　前往平尾（經惠我之莊站前、東多治井）
- 6號
  - 落客站
- 7號乘車處
  - 41番　前往富田林站前（經新堂町、國道黑山、美原區公所前、平尾、木材團地）

南海巴士
- 5號乘車處
  - 23系統（布忍線）　前往堺站前（經藏前町、阪和堺市站前、堺東站前）
  - 25系統（布忍線）　前往堺東站前（經藏前町、阪和堺市站前）
  - 29系統（北花田線） 前往地下鐵北花田站前（經藏前町）

## 相鄰車站
近畿日本鐵道
 南大阪線
■急行、■區間急行
通過
■準急
大阪阿部野橋（F01）－河內松原（F10）－藤井寺（F13）
■普通
高見之里（F09）－河內松原（F10）－惠我之莊（F11）

## 注腳
1. ↑  近畿日本鉄道株式会社. . 近畿日本鉄道. 2010-12: 683. NDL 21906373 （日语）.
2. ↑  《歴史でめぐる鉄道全路線 大手私鉄》指出在同年4月19日。
3. 1 2  曾根悟（監修）. . 週刊朝日百科. 3号 近畿日本鉄道 2. 朝日新聞出版. 2010-08-29: 26–27. ISBN 978-4-02-340133-4 （日语）.
4. ↑  . 交通新聞 (交通新聞社). 1994-01-25: 3 （日语）.
5. ↑   (pdf) (新闻稿). 近畿日本鐵道. 2007-01-30  [2016-03-08]. （原始内容存档 (PDF)于2016-08-07） （日语）.
6. 1 2  . 近畿日本鉄道.   [2021-04-16]. （原始内容存档于2021-10-07） （日语）.
7. ↑  近鐵時間表2018年3月17日時間表變更號，p.70 - p.87
8. 1 2  近鐵時間表2018年3月17日時間表變更號，p.232 - p.258、p.388 - p.413
9. ↑  駅別乗降人員 南大阪線 （页面存档备份，存于）（日語） - 近畿日本鐵道
10. ↑  松原市之統計
11. ↑  大阪府統計年鑑（平成3年）PDF（日語）
12. ↑  大阪府統計年鑑（平成5年）PDF（日語）
13. ↑  大阪府統計年鑑（平成8年）PDF（日語）
14. ↑  大阪府統計年鑑（平成11年）PDF（日語）
15. ↑  大阪府統計年鑑（平成13年）PDF（日語）
16. ↑  大阪府統計年鑑（平成16年）PDF（日語）
17. ↑  大阪府統計年鑑（平成18年）PDF（日語）
18. ↑  大阪府統計年鑑（平成21年）PDF（日語）
19. ↑  大阪府統計年鑑（平成23年）PDF（日語）
20. ↑  大阪府統計年鑑（平成25年）PDF（日語）
21. ↑  大阪府統計年鑑（平成28年）PDF（日語）
22. ↑  大阪府統計年鑑（令和元年）PDF（日語）

## 外部連結
- 河內松原 - 近畿日本鐵道